# Мухаммад аль-Мунтасір
Мухаммад аль-Мунтасір (*837 — 7 червня 862) — 11-й володар Багдадського халіфату в 861—862 роках. Тронне ім'я перекладається як «Той, хто перемагає в Бозі».

## Життєпис
Походив з династії Аббасидів. Старший син халіфа аль-Мутеваккіля. Його матір'ю була наложниця з Візантії (за це дістав прізвисько Румія). Народився у 837 році у місті Самарра, отримавши ім'я Абу Джа'фар Мухаммад (відомий за останнім іменем). Здобув суто релігійну освіту. Замолоду віддавав перевагу спілкуванню з військовиками. У 849 році офіційно стає спадкоємцем трону. У 850—851 роках здійснив хадж до Мекки.
Брав активну участь у палацових інтригах. У 861 році халіф аль-Мутеваккіль змінив правило спадкування, призначивши молодшого брата Зубайра. Мухаммад, скориставшись конфліктом батька з одним з очільників тюркської гвардії — Васіфом — влаштував заколот, в результаті чого халіфа було повалено і вбито. Новим володарем став Мухаммад, що прийняв ім'я аль-Мунтасір.
Із самого початку аль-Мунтасір опинився в значній залежності від гвардійців-мамлюків. Разом з тим халіф намагався діяти самостійно, але змушений був витрачати значні кошти на заспокоєння мамлюків. Він змінив політику попередника: надав дозвіл на прощу до шиїтських святинь, послабив тиск на мутазилітів. Водночас мріяв про завоювання Візантії. Для початку відправив загін тюрок на чолі з Васіфом для плюндрування візантійського прикордоння.
Аль-Мунтасір помер раптово у 862 році. За різними версіями причиною цього була хвороба, отруєння одним із братів, вбивство тюрками, яких він планував обмежити у впливі. На могилі його мати спорудила мавзолей (перший в мусульманській історії). Разом з тим його загибель виправдовувалася як кара за вбивство батька. Новим халіфом став двоюрідний брат покійного аль-Мустаїн.